# Les Profs 2
Série
Les Profs
(2013)
Pour plus de détails, voir Fiche technique et Distribution.
Les Profs 2 est une comédie franco-belge écrite et réalisée par Pierre-François Martin-Laval, sortie en 2015.
S'inspirant à nouveau de la bande dessinée éponyme de Pica et Erroc, c'est la suite du film Les Profs, sorti en 2013.

## Synopsis
Les profs sont enlevés par les services secrets britanniques, sur ordre de la reine, pour enseigner à sa petite-fille Vivienne dans le meilleur lycée du Royaume-Uni afin que cette dernière devienne un digne successeur de la monarchie britannique. Les profs débarquent donc à Haorwthfulss, une université des plus prestigieuses du royaume, et y amènent Boulard. Ce dernier fait, alors, la connaissance de Vivienne et découvre qu'elle est encore pire que lui côté scolaire. Une course débute alors entre eux pour savoir qui est le pire élève.

## Fiche technique
- Titre : Les Profs 2
- Réalisation : Pierre-François Martin-Laval
- Scénario, adaptation et dialogues : Pierre-François Martin-Laval et Mathias Gavarry, d'après la bande dessinée éponyme de Pica et Erroc.
- Musique : Matthieu Gonet
- Décors : Franck Schwarz
- Costumes : Ève-Marie Arnault
- Photographie : Régis Blondeau
- Son : Pierre André, Alain Féat, Fabien Devillers
- Montage : Thibaut Damade et Claire Fieschi
- Production : Romain Rojtman
  - Production exécutive : Christopher Granier-Deferre
  - Production déléguée : Benjamin Hess
  - Coproduction : Nadia Khamlichi et Adrian Politowski
- Sociétés de production[1] :
  - France : UGC, en coproduction avec Les films du premier, TF1 Films Production et TF1 Droits Audiovisuels, avec la participation de Canal+, Ciné+, TF1 et TMC, en association avec Soficinéma 11
  - Belgique : en coproduction avec Umedia
- Sociétés de distribution[2] : UGC Distribution (France) ; Belga Films (Belgique) ; JMH Distributions SA (Suisse romande)
- Budget : 12 690 638 €[3]
- Pays de production :  France,  Belgique[2]
- Langue originale : français, anglais[2]
- Format[4],[2] : couleur - son Dolby 5.1
- Genre : comédie
- Durée : 92 minutes
- Dates de sortie[5] :
  - France, Belgique, Suisse romande : 1er juillet 2015[6],[7]
- Classification[8] :
  - France : tous publics[9]
  - Belgique : tous publics (Alle Leeftijden)[6]
  - Suisse romande : interdit aux moins de 10 ans[10]

## Distribution
- Kev Adams : Boulard, le cancre
- Isabelle Nanty : Gladys, professeure d'anglais
- Didier Bourdon : Serge Cutiro/Tirocu, professeur de mathématiques
- Pierre-François Martin-Laval : Antoine Polochon, professeur d'histoire-géographie, anglophobe
- Arnaud Ducret : Éric, professeur d'EPS
- Stéfi Celma : Amina Saint-Gilles, professeure de français
- Raymond Bouchard : Maurice, professeur de philosophie
- Fred Tousch : Albert, professeur de sciences physiques
- Gaia Weiss : Vivienne Hamilton, petite-fille de la reine du Royaume-Uni
- Tom Hudson : Rowan
- Laura Benson : Miss Johns, la proviseure du lycée
- Firmine Richard : Marie-Christine Saint-Gilles, mère d'Amina
- Douglas Reith : le chef de la sécurité britannique
- Joe Sheridan : le professeur en fauteuil-roulant
- Peter Hudson : le père de Rowan
- Vivienne Vermes : la reine Élisabeth II
- Francis Chapman : le Prince William
- Julien Jakout : John Stanton
- Éric Lampaert : Edward, le surveillant-chef

## Production
Le 26 septembre 2013, le film est annoncé lors du congrès des exploitants, à Deauville. Le 18 février 2014, Arnaud Ducret déclare : « C'est prévu pour 2015. Le scénario n'est pas encore fini, mais il se peut qu'on quitte la France dans ce second opus ! ».
Le 19 décembre 2014, lors de l'émission Laissez-vous tenter sur RTL, Christian Clavier révèle qu'il ne sera pas dans la suite des Profs. Cependant, le 29 janvier 2015, il est annoncé que Didier Bourdon remplacera Christian Clavier dans le rôle du professeur de mathématiques. Le tournage, d'une durée de 45 jours, a débuté le 21 janvier 2015.

## Musique
Sauf indication contraire ou complémentaire, les informations mentionnées dans cette section proviennent du générique de fin de l'œuvre audiovisuelle présentée ici.
- My Prince par Kev Adams (chanté par Boulard à Vivienne pendant la remise des diplômes ; fin du générique de fin).
- Wallpaper par Concrete Knives (Vivienne suit les cours sérieusement).
- Papaoutai de Stromae de 2013.
- Cheap and Cheerful par The Kills (Vivienne rentre dans la boite de nuit suivie par Boulard).
- Sundays par Kid Bombardos (Dans le bar, après la remise des copies par Cutiro aux élèves).
- Can't Stand Me Now (en)Can't Stand Me Now par The Libertines de 2004 (Vivienne et Cutiro sont dans le London Eye).
- Sérénade n° 13 « Eine kleine Nachtmusik » K. 525 de Wolfgang Amadeus Mozart de 1787.
- Greyhound Racing par Concrete Knives (générique de début).
- Time for Disco par Concrete Knives (Vivenne écoute de la musique après la présentation des profs par la proviseure ; pendant le match de rugby).
- Too much not enough par Christine (dans la boite de nuit).
- Despair, Hangover & Ecstasy par The Dø de 2014 (Vivienne arrive à Londres et descend du bus, Boulard la suit).
- Stereo par Elephanz de 2011 (les profs partent à Londres avec la classe).
- Love to Love You Baby par Donna Summer de 1975 (arrivée d'Amina à l'école ; premier cours d'Amina sur les classiques de la poésie).
- Any Other World par Mika de 2007 (dans le bus, Boulard se souvient de ses instants passés avec Vivenne).
- La marseillaise de 1792.
- Westminster Quarters.

### Bande originale
Musiques non mentionnées dans le générique
Par Concrete Knives et Matthieu Gonet :
- Rage against the Profs, durée : 1 min 59 s (localisation des profs dans le monde).
- Boulard Is in the Place, durée : 1 min 2 s.
- Hymne de haorthwfulls, durée : 38 s.
- Conseil de classe, durée : 58 s.
- On est morts, durée : 54 s.
- Vous n'avez rien compris, durée : 1 min 27 s.
- Graveyard Romance, durée : 2 min 19 s (début du générique de fin).
- La Bérézina, durée : 2 min 46 s.
- L'anoblissement, durée : 1 min 14 s.
- Until the Moon, durée : 2 min 33 s (Vivienne va à Londres le dimanche, Boulard la suit en s'accrochant au bus et regarde Vivienne se changer).

## Accueil

### Promotion
Le 19 mars 2015, la première affiche du film est dévoilée. Le 27 mai 2015, la bande-annonce est révélée.

### Accueil critique
En France, le film obtient un accueil mitigé. Le site Allociné propose une note moyenne de 2,3⁄5 à partir de l'interprétation de critiques provenant de 7 titres de presse et de 2,6 étoiles sur 5 par les spectateurs. Les critiques pointent du doigt un manque d'originalité dans les gags et le manque d'importance des profs au profit de Boulard (Kev Adams).

### Box-office
Pour son premier jour d'exploitation, Les Profs 2 fait 311 616 entrées dans 795 salles de France. Il s'agit alors, pour un film français, du meilleur démarrage de l'année et du 15e meilleur lancement de tous les temps. Cependant, le film se place à la cinquième meilleure place de démarrage de l'année derrière Cinquante nuances de Grey, Jurassic World, Fast and Furious 7 et Avengers : L'Ère d'Ultron. Le film est à la première place du box-office et enregistre 1 180 383 entrées pour sa première semaine d'exploitation et 1 820 559 entrées pour sa deuxième, soit 640 176 entrées de plus,. Les Profs 2 termine sa course au box-office en cumulant 3 494 244 entrées.

## Analyse